# Johann Georg Reißmüller
Johann Georg Reißmüller (Litomerice 20. veljače 1932. – Frankfurt na Majni 10. prosinca 2018.) njemački novinar, publicist, bivši urednik i suizdavač dnevnih novina Frankfurter Allgemeine Zeitung.

## Životopis
Djetinstvo provodi u Češkoj. Nakon Drugog svjetskog rata je 1946.  obitelj mu je prognana iz Sudeta kao rezultat Beneševa dekreta o ‘kolektivnoj krivnji’ tamošnjih Nijemaca u Zapadno Pomorje. Krajem 1950. odlazi u Zapadni Berlin, gdje doktorira pravo.
Od 1957. – 1961. urednik pravničkog časopisa JuristenZeitung (JZ).
Godine 1961. počinje djelovati u FAZ. i od 1967. 1971. kao dopisnik u Beogradu. Bavio se tematikom istočnoeuropskih komunizma, jugoslavenskog socijalizma i crkve. Od 1974. je bio jedan od pet su-urednika FAZ.
Godine 1991. u svojim člancima snažno podržava međunarodno priznanje Hrvatske i Slovenije. Godine 1995. primio je počasni doktorat Zagrebačkog sveučilišta.
Dana 1. ožujka 1999. završio je svoj put kao urednik Frankfurter Allgemeine Zeitunga. 10. prosinca 2018. godine preminuo je u Frankfurtu na Majni.

## Utjecaj na njemačku politiku
Komentari i uvodnici u Frankfurter Allgemeine Zeitung imali su znatan utjecaj na političke odluke njemačke vlasti.
Skoro svakodnevno u glavnon komentaru u FAZ-u kritizirao je njemačku vladu zbog odvraćanja pogleda i nečinjenja, dok se tamo u jugoistočnoj Europi, nedaleko od granice Njemačke, odigravala ratna agresija.Ambasador Choburg, jedan važan suradnik H.D. Genschera ovako je opisao njegov utjecaj: “Njegovi stalni uvodnici, činili su stalni pritisak na Koholovu politiku. I Kohl se izjasnio za priznanje jer mu je bilo dosta te diskusije."

## Odlikovanja
- Sveučilište u Zagrebu dodijelilo je počasni doktorat dr. Johannu Georgu Reißmülleru 5. travnja 1995. u području društvenih znanosti[9]
- postumno je gospodinu Reismülleru dodijeljeno odlikovanje Red kneza Branimira s ogrlicom za osobite zasluge u priznanju hrvatske neovisnosti i promicanje istine o Domovinskom ratu.[10]

## Vanjske poveznice
- Mit o njemačkom rušenju Jugoslavije